# La primera vez (cortometraje)
La primera vez es un cortometraje español dirigido por Borja Cobeaga y protagonizado por la actriz vasca Mariví Bilbao. Fue nominado a los premios Goya, de 2001, como mejor cortometraje de ficción.

## Argumento
Begoña, interpretada por Mariví Bilbao, es una anciana que nunca ha tenido relaciones sexuales y por ello recurre a un gigoló, que fue interpretado por Aitor Beltrán. 